# Municipio de Norway (Míchigan)
El municipio de Norway (en inglés: Norway Township) es un municipio ubicado en el condado de Dickinson en el estado estadounidense de Míchigan. En el año 2010 tenía una población de 1489 habitantes y una densidad poblacional de 6,34 personas por km².

## Geografía
El municipio de Norway se encuentra ubicado en las coordenadas 45°52′2″N 87°52′44″O / 45.86722, -87.87889. Según la Oficina del Censo de los Estados Unidos, el municipio tiene una superficie total de 234.95 km², de la cual 229,27 km² corresponden a tierra firme y (2,41 %) 5,67 km² es agua.

## Demografía
Según el censo de 2010, había 1489 personas residiendo en el municipio de Norway. La densidad de población era de 6,34 hab./km². De los 1489 habitantes, el municipio de Norway estaba compuesto por el 98,59 % blancos, el 0,13 % eran afroamericanos, el 0,27 % eran asiáticos, el 0,07 % eran de otras razas y el 0,94 % eran de una mezcla de razas. Del total de la población el 0,4 % eran hispanos o latinos de cualquier raza.